# Juan Aldama, Sinaloa
Juan Aldama är en ort i Mexiko.   Den ligger i kommunen Navolato och delstaten Sinaloa, i den västra delen av landet, 1 100 km nordväst om huvudstaden Mexico City. Juan Aldama ligger 20 meter över havet och antalet invånare är 2 889.
Terrängen runt Juan Aldama är platt åt sydost, men åt nordväst är den kuperad. Terrängen runt Juan Aldama sluttar söderut. Runt Juan Aldama är det ganska tätbefolkat, med 155 invånare per kvadratkilometer. Närmaste större samhälle är Adolfo López Mateos, 19,5 km öster om Juan Aldama. Omgivningarna runt Juan Aldama är en mosaik av jordbruksmark och naturlig växtlighet.